# دایان دلانو
 دایان دلانو (انگلیسی: Diane Delano؛ زادهٔ ۲۹ ژانویهٔ ۱۹۵۷) هنرپیشه اهل ایالات متحده آمریکا است. از فیلم‌هایی که وی در آن نقش داشته است، می‌توان به قاتلین پیرزن، خط صورتی نازک و مرد حصیری اشاره کرد.